# Glenea aurivillii
Glenea aurivillii là một loài bọ cánh cứng trong họ Cerambycidae.